# Volo Aviateca 901
Il volo Aviateca 901 era un volo passeggeri internazionale dall'aeroporto Internazionale La Aurora, Guatemala, all'aeroporto Internazionale El Salvador, El Salvador. Il 9 agosto 1995, un Boeing 737-2H6 operante il volo precipitò durante l'avvicinamento, schiantandosi sul vulcano San Vicente. Nessuno sopravvisse dei 65 a bordo.

## L'aereo
Il velivolo coinvolto era un Boeing 737-2H6, marche N125GU, numero di serie 23849, numero di linea 1453. Volò per la prima volta nel settembre 1987 e venne consegnato a Malaysia Airlines, poi Malaysia Airlines, nell'ottobre dello stesso anno. Passò poi a TACA Airlines nel dicembre 1993 e infine ad Aviateca nel gennaio 1994. Era equipaggiato con 2 motori turboventola Pratt & Whitney JT8D-15A. Al momento dell'incidente, l'aereo aveva quasi otto anni e aveva accumulato 16 645 ore di volo in 20 323 cicli di decollo-atterraggio.

## L'incidente
Il volo 901 decollò per un volo notturno dall'aeroporto internazionale La Aurora di Città del Guatemala, Guatemala, diretto all'aeroporto internazionale El Salvador, El Salvador. A bordo c'erano 58 passeggeri e 7 membri dell'equipaggio. L'equipaggio era composto dal comandante Axel Miranda di 39 anni, dal primo ufficiale di 36 anni Victor Salguero e da cinque assistenti di volo.
Dopo un volo di 20 minuti, l'equipaggio del volo 901 contattò il controllo del traffico aereo dell'aeroporto di destinazione, quello di El Salvador. Il controllore li informò che c'era un temporale con forti piogge nell'area e gli disse di aggirare la tempesta e di iniziare l'avvicinamento sottovento per atterrare sulla pista 07. Tuttavia, i piloti e il controllo del traffico aereo erano confusi riguardo alla posizione dell'aereo quando iniziò il suo avvicinamento, e l'aereo entrò nello stesso maltempo che stava cercando di evitare. Quando era a 5 000 piedi (1 500 m), il sistema di allarme di prossimità al suolo risuonò nella cabina di pilotaggio; venne applicata la massima potenza per risalire, ma ormai era troppo tardi. Alle 20:14 ora locale, il volo 901 si schiantò sul vulcano San Vicente ed andò in fiamme. Tutti i 65 a bordo persero la vita.

## Le indagini
La Dirección General De Transporte Aéreo scoprì che la causa probabile dell'incidente era la mancanza di consapevolezza situazionale da parte dell'equipaggio, la decisione di scendere al di sotto dell'altitudine minima di sicurezza e l'ambiguità delle informazioni sulla posizione scambiate tra l'equipaggio e il controllore del traffico aereo, che comportò l'emissione da parte dell'ATC di un'assegnazione di altitudine errata. A contribuire all'incidente fu l'incapacità del primo ufficiale di rivolgere la sua preoccupazione riguardo alle posizioni segnalate al comandante in modo più diretto e assertivo e l'incapacità del controllore di riconoscere la posizione segnalata dell'aeromobile rispetto agli ostacoli e di fornire istruzioni e avvertimenti appropriati. Si ritiene che un programma inefficace di gestione delle risorse dell'equipaggio presso Aviateca possa aver contribuito all'incidente.